# Thapathana
Thapathana (nep. थापाठाना) – gaun wikas samiti w zachodniej części Nepalu w strefie Dhawalagiri w dystrykcie Parbat. Według nepalskiego spisu powszechnego z 2001 roku liczył on 688 gospodarstw domowych i 3410 mieszkańców (1881 kobiet i 1529 mężczyzn).